# Isla Tavşan (Aydin)
La isla Tavşan (en turco, Tavşan Adası) es una pequeña isla del mar Egeo perteneciente a Turquía ubicada en la provincia de Aydin. 
Se cree que, en la Antigüedad, esta isla estaba unida al continente formando una península pero el aumento del nivel del mar la convirtió en una isla.
En esta isla, de dimensiones muy pequeñas (180 x 90 m), hay un yacimiento arqueológico donde se han encontrado restos de diversas épocas, desde el periodo Neolítico hasta la época del imperio Otomano. Entre ellas destacan los restos de la Edad del Bronce. Antes del periodo del Bronce Medio, la cerámica presenta similitudes con la que se halla en el interior de Anatolia, pero en el Bronce Medio se halla cerámica de estilo de Kamarés, lo que unido a otra serie de hallazgos en el lugar como edificios de artesanos que se organizaban en torno a un patio pavimentado, pesas de telar o un molde para producir hachas dobles, entre otros, hace suponer que, en aquella época, hubo un asentamiento minoico en este lugar. 
Posteriormente, en los periodos minoico medio III-minoico tardío I, se desarrolló un edificio casi cuadrado, de 15 m de lado que tenía al menos dos plantas y que también contenía material minoico entre los que había cerámica con inscripciones que podrían ser de lineal A. 
Este yacimiento fue excavado desde 2006 por un equipo dirigido por François Bertemes.